# Ондар, Конгар-оол Борисович
Конгар-оол Борисович Ондар (29 марта 1962, Ийме, Тувинская АССР — 25 июля 2013, Кызыл) — тувинский певец, мастер горлового пения (хоомейжи), депутат Верховного Хурала Тывы. Заслуженный артист Российской Федерации (1994). Народный хоомейжи Республики Тыва (1992).
Конгар-оол Ондар обычно выступал, одетый в традиционный костюм, аккомпанируя себе на национальном музыкальном инструменте «чанзы». 

## Биография
Конгар-оол Ондар родился 29 марта 1962 года в деревне Ийме Дзун-Хемчикского района Тувинской АССР.
Конгар-оол Ондар стал известен на Западе в 1992 году, когда он выиграл международный конкурс по горловому пению, в 1993 году — выступил на квартирнике, организованном известным музыкантом Фрэнком Заппой. С тех пор регулярно давал концерты уже не только в Тыве, но и за пределами России.
На протяжении многих лет Конгар-оол Ондар был одним из самых известных на Западе мастеров горлового пения. Его альбом «Back Tuva Future» вышел на звукозаписывающей студии en:Warner Bros. Records. Он появлялся в качестве гостя на американском Позднем шоу с Дэвидом Леттерманом и давал интервью телеканалу CNN.
Конгар-оол Ондар организовал поездку в Туву американского блюзового исполнителя Пола Пена (en:Paul Pena), где тот обучался горловому пению. Этому сюжету был посвящен документальный фильм «Чингиз-блюз» (en:Genghis Blues), где также показан Ондар.
Конгар-оол участвовал в записи трёх альбомов группы «Béla Fleck and the Flecktones» — «Outbound», «Live at the Quick» и «Jingle All the Way».
По инициативе Конгар-оол Ондара был основан Центр тувинской культуры, первым директором которого стал он сам.
Когда Конгар-оол Ондар в возрасте 51 года скоропостижно скончался в Кызыле, некролог был опубликован, в том числе, в газете Los Angeles Times.
Ныне перед зданием Центра тувинской культуры установлен памятник его основателю и первому директору — Народному хоомейжи Тувы Конгар-оолу Борисовичу Ондару.

## Награды и звания
- Заслуженный артист России (28 октября 1994 года) — за заслуги в области искусства[6].
- Народный хоомейжи Республики Тыва (1992)[7].

## Галерея

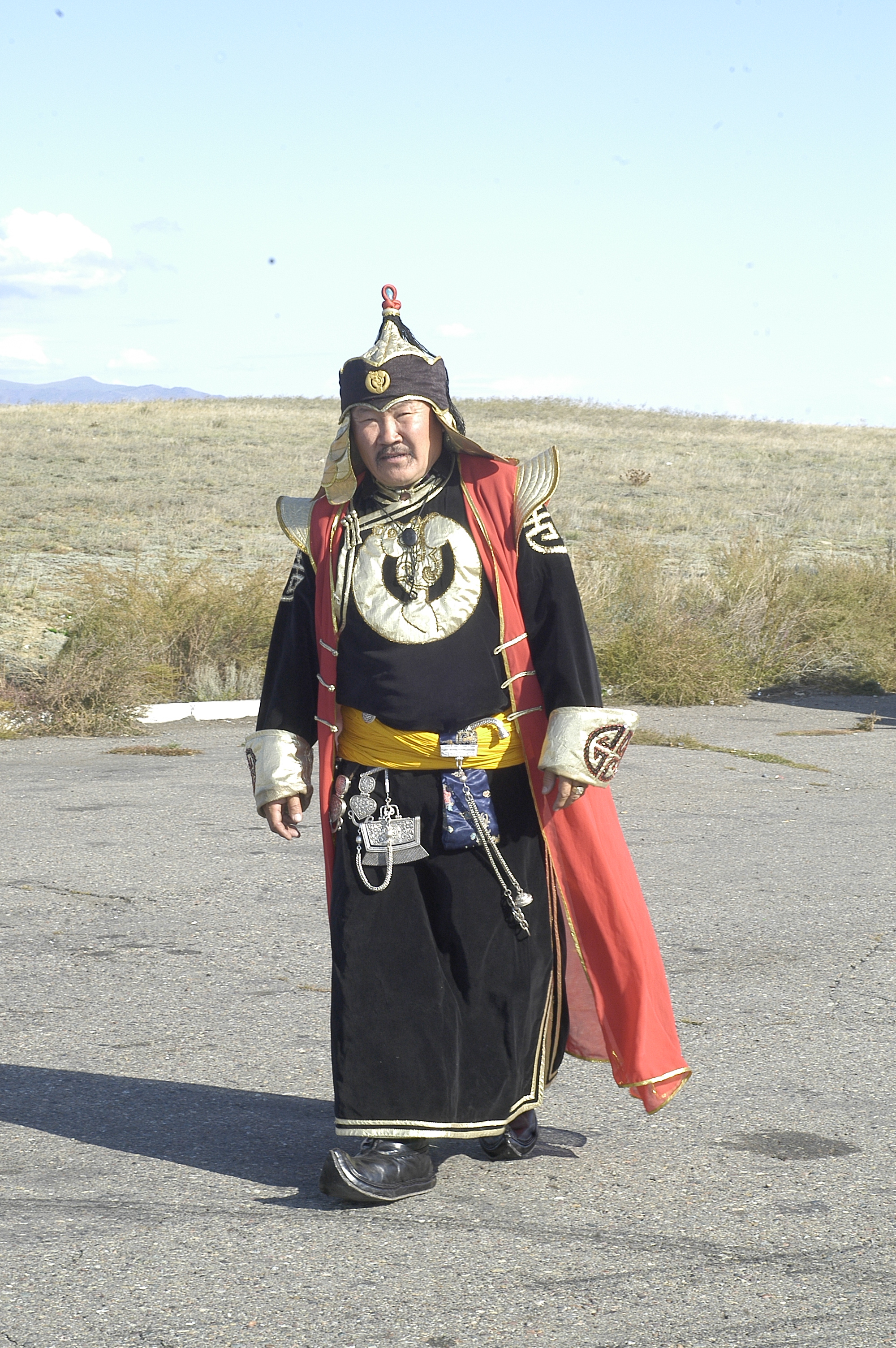
Коңгар-оол Ондар.
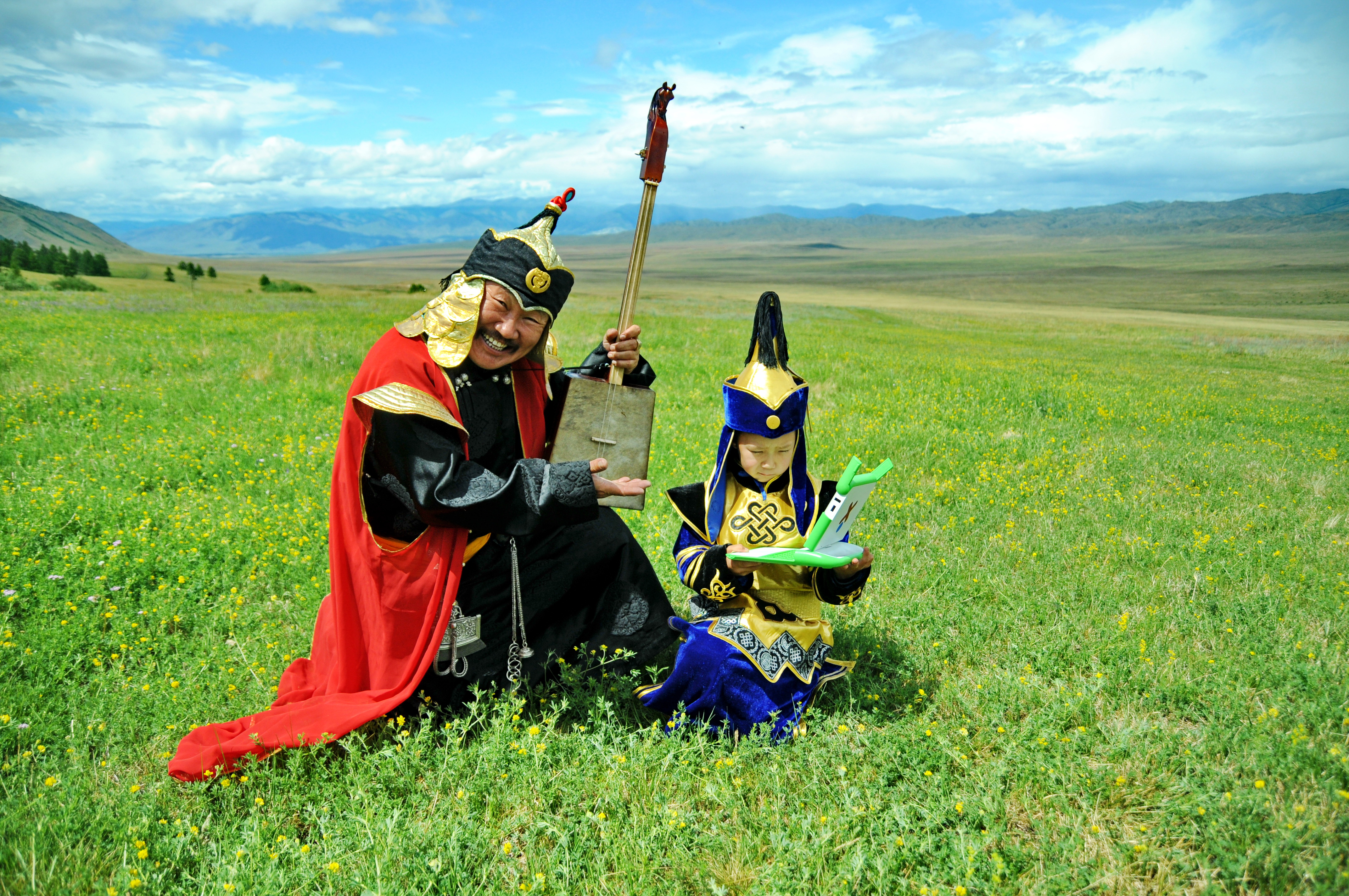
Коңгар-оол Ондар в родных краях.
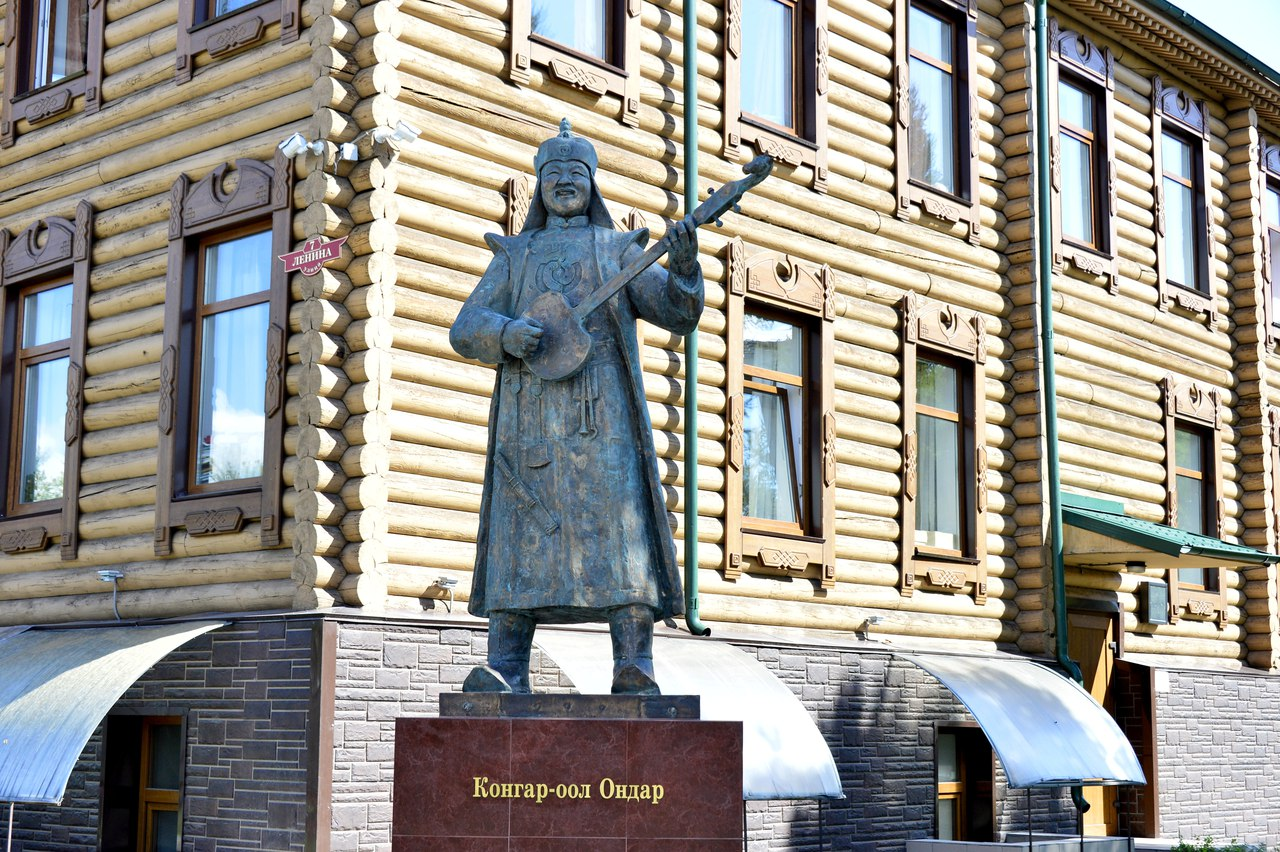
Памятник народному хоомейжи Тувы Конгар-оолу Ондару перед зданием Центра тувинской культуры, Кызыл.
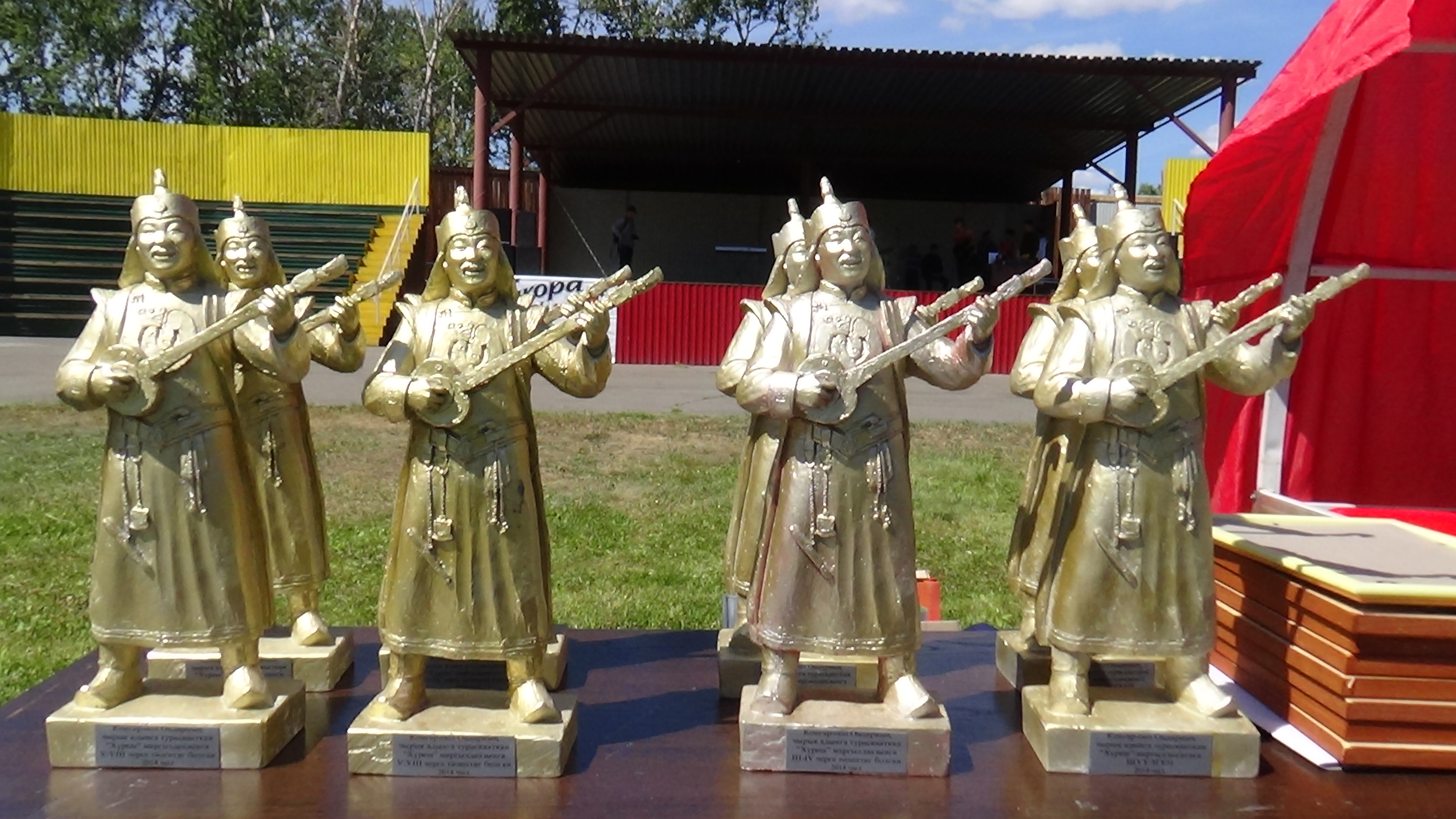
Статуэтки Коңгар-оола Ондара.